# 진짜가 나타났다
진짜가 나타났다는 더불어민주당의 공식 팟캐스트이다. 진행은 작가 이동형이 맡았다.

## 개요
2015년 6월 22일부터 업로드되어 시즌 1, 시즌 2에 걸쳐 방송되었다. 고정 패널 모두 이름에 '진' 자가 들어가서 팟캐스트 이름을 '진짜가 나타났다'로 정했다. 시즌 1, 시즌 2 모두 진행은 작가 이동형이 선정되었다. 매회 1부, 2부로 나누어서 업로드하고 시청과 청취 모두 가능하도록 오디오 파일과 영상 파일 모두 서비스하였다.
2015년 7월 2일 '영화제' 컨셉으로 이루어진 제작발표회에 당 대표 문재인이 참석하기도 하는 등, 당 차원에서 전폭적으로 방송을 지원할 것임을 천명하였다. 《주간 대변인회의》는 일종의 '별책 부록' 형태의 방송으로 당 입장을 적극적으로 표명하는 언로로 활용되었다.
더불어민주당으로의 당명 변경 이후 첫 녹화는 2015년 12월 30일에 이루어졌다.

## 시즌 1
시즌 1은 6월 22일부터 10월 29일까지 진행되었다. 제19대 국회의원 비례대표 3인방 진선미, 진성준, 김광진 등이 고정 패널로 출연하였다.

### 추석 특집
- 시즌 1 추석 특집으로, 새정치민주연합 당 대표 문재인이 직접 방송에 출현하였다.

## 시즌 2
시즌 2는 2015년 11월 5일부터 진행되었다. 제19대 국회의원 정청래, 제19대 국회의원 진성준, 더불어민주당 홍보위원장 손혜원 등이 고정 패널로 활동했다. 시즌 1의 고정 패널인 진선미와 김광진은 하차하고, 정청래와 손혜원이 새로 투입되었다.

## 《주간 대변인회의》
이 코너는 일종의 '별책 부록' 형태의 방송이다. 배우 맹봉학이 진행을 맡았고, 새정치민주연합 김성수 대변인, 강희용, 허영일 부대변인 등 3명이 고정 패널로 참여했다. 배우 맹봉학의 하차 이후에는 김성수 대변인이 진행을 맡았고, 허영일이 물의를 일으켜 사임한 이후론, 강선아 부대변인이 그 역할을 대신하였다. 《진짜가 나타났다》 본 코너와는 다르게, 당의 입장 발표와 논평 비중이 높았다. 2015년 12월 7일 업로드를 마지막으로 종영했다.